# Scott Adams (programador)
Scott Adams (10 de juliol de 1952) és el cofundador, amb la seva exdona Alexis, d'Adventure International, una editora de jocs per als primers ordinadors domèstics.

## Biografia
Nascut a Miami, Florida, Adams va ser la primera persona coneguda per crear el 1978 un videojoc a l'estil dels jocs d'aventura per a ordinadors personals en un RadioShack TRS-80 Model I de 16 KiB, escrit en llenguatge de programació BASIC. Colossal Cave va ser alliberat un any abans, però en un ordinador central, el PDP-10. Aquests primers jocs textuals d'aventura utilitzen un analitzador sintàctic mínim, reconeixent ordres de dues paraules en el format VERB-NOM. Scott va tenir accés a un ordinador avançat de 16 bits a la casa, construït per l'inventor Richard Adams, que va facilitar la programació de jocs en el seu temps d'oci.
Els jocs d'Adventure International van ser posteriorment alliberats en la majoria de les principals ordinadors domèstics del seu temps, incloent-hi TRS-80, Apple II, família Atari de 8 bits i Commodore PET. Versions dels jocs també es van fer més tard per plataformes com VIC-20 i algunes versions s'han produït amb gràfics rudimentaris.

## Jocs
- Adventureland (1978)
- Pirate Adventure (1978–1979)
- Secret Mission (1979)
- Voodoo Castle (en col·laboració amb Alexis Adams) (1980)
- The Count (1981)
- Strange Odyssey (1981)
- Mystery Fun House (1981)
- Pyramid of Doom (en col·laboració amb Alvin Files) (1981)
- Ghost Town (1981)
- Savage Island, Part I (1982)
- Savage Island, Part II (en col·laboració amb Russ Wetmore) (1982)
- Golden Voyage (en col·laboració amb William Demas) (1982)
- Sorcerer of Claymorgue Castle (1982)
- Return to Pirate's Isle (Exclusiu per als sistemes TI-99/4A) (1983)
- Questprobe (sèrie):
  - Questprobe #1: The Hulk (1984)
  - Questprobe #2: Spiderman (1984)
  - Questprobe #3: The Fantastic Four (1984)
- The Adventures of Buckaroo Banzai (en col·laboració amb Phillip Case) (1984)
- Return to Pirate's Island 2 (agost de 2000)